# Kustfarare

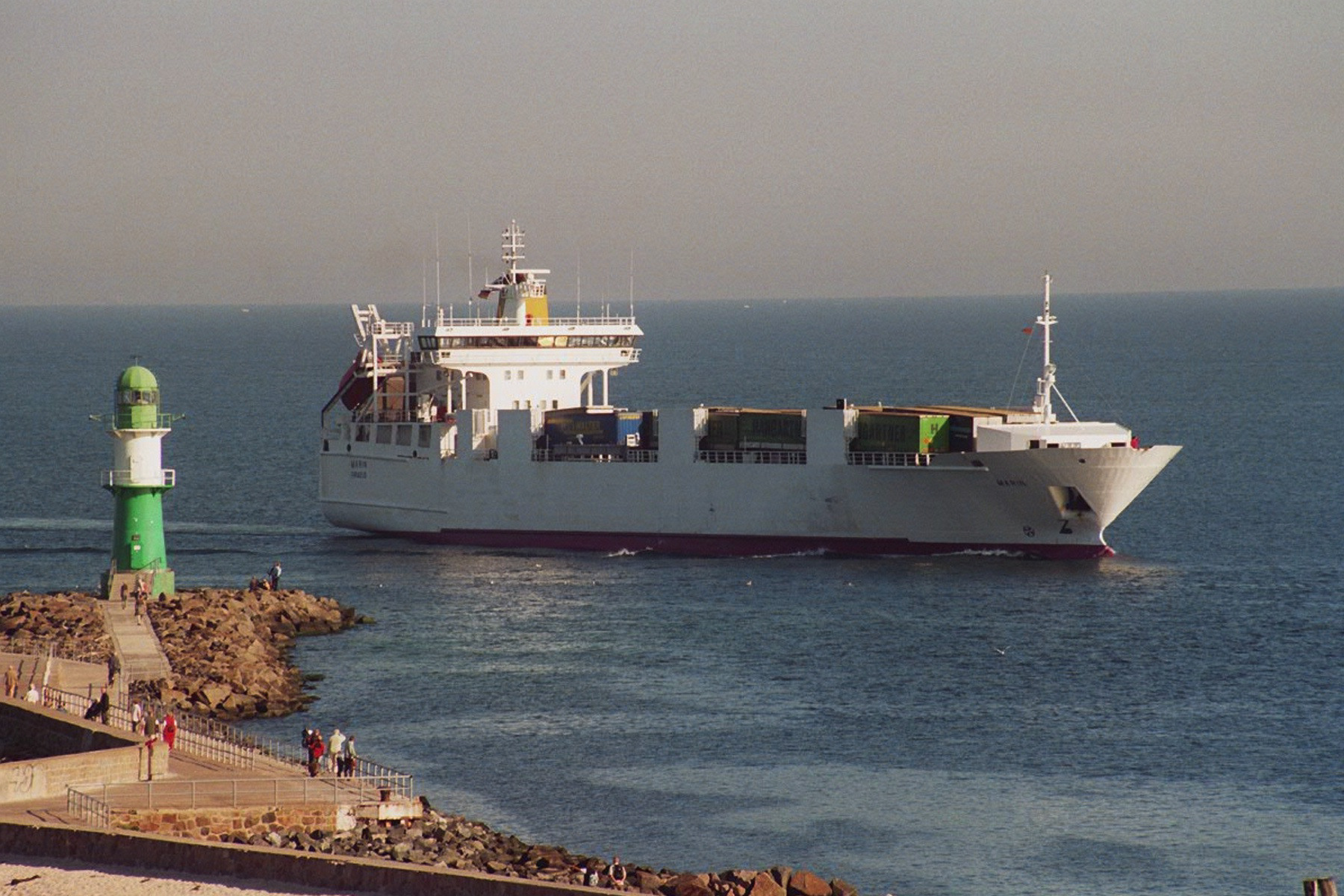
Kustfarare.

Kustfarare eller kustfartyg är fartyg som yrkesmässigt befordrar gods eller personer mellan olika hamnar längs ett lands kuster.
Deras grunda skrov gör att de kan komma igenom rev där andra havsgående fartyg med djupare skrov inte kan.[källa behövs]